# Okręty podwodne typu Columbia
Okręty podwodne typu Columbia – amerykańskie okręty podwodne nowo opracowywanego typu nosiciela strategicznych pocisków balistycznych (SLBM), znany pierwotnie jako Ohio Replacement Submarine i SSBN-X Future Follow-on Submarine. Nowa generacja okrętów opracowaywana jest w ramach Ohio-class Replacement Program i od 2027 roku zastępować ma okręty typu Ohio. Po przeprowadzeniu analiz, amerykańskie Dowództwo Systemów Morskich, postanowiło, że nowe okręty będą całkowicie nową konstrukcją, wykorzystująca doświadczenia z eksploatacji jednostek typu Ohio. 7 kwietnia 2014 roku amerykańska marynarka poinformowała o ukończeniu szczegółowej specyfikacji nowego typu okrętów.